# 大城直樹
大城直樹（おおしろ なおき、1963年 - ）は、日本の地理学者（人文地理学・文化地理学）。明治大学文学部教授。
フィールドワークに基づく沖縄の地域アイデンティティに関する研究のほか、英語圏のデレク・グレゴリーなどの理論的論文の翻訳や研究動向の紹介に取り組んでいる。

## 略歴
沖縄県那覇市出身。1987年、明治大学文学部卒業、1989年、広島大学大学院前期博士課程修了、1994年、大阪市立大学大学院博士課程単位取得退学、日本学術振興会特別研究員、九州大学助手を経て、1995年10月、神戸大学文学部助教授。その後、神戸大学大学院准教授を経て、明治大学文学部教授。2009年博士（文学・大阪市立大学）（論文タイトルは『国民国家周縁部における生活様式の分節化と地域アイデンティティ再生産に関する文化地理学的研究：19世紀以降の沖縄を事例として』）。

## 著書
- 『都市空間の地理学』ミネルヴァ書房、2006年 共著 ISBN 978-4-623-04680-5
- 『パリ』著者、デヴィッド・ハーヴェイ 青土社 2006年 共訳 ISBN 978-4-7917-6268-2
- 『ポストモダン地理学』著者、エドワード・ソジャ 青土社 2003年 共訳 ISBN 978-4-7917-6048-0
- 『モダン都市の系譜―地図から読み解く社会と空間』ナカニシヤ出版、2008年 共著 ISBN 978-4-7795-0263-7